# Eberardo di Franconia
Eberardo III (885 circa – Andernach, 2 ottobre 939) fu duca di Franconia, succedendo al fratello maggiore, re Corrado I, dal dicembre 918 alla morte. Dal 926 al 928, fu anche sovrano della Lotaringia.

## Biografia
Eberardo era il secondo figlio di Corrado il Vecchio e di sua moglie Glismut († 924), di ascendenza dibatutta. Era dunque membro della dinastia Corradinide i quali membri, conti nella regione della Lahngau della Franconia, erano stati fedeli sostenitori dei Carolingi. Allo stesso tempo, lottarono per il predominio in Franconia contro i figli del duca Enrico di Franconia della dinastia dei Popponidi/Babenberg di Franconia residente nel castello di Bamberga. Nel 906 le due parti si combatterono vicino a Fritzlar. Corrado il Vecchio fu ucciso, così come due dei tre fratelli Babenberg. La faida contro i Babenberg finì quando il re Ludovico il Fanciullo prese le parti dei Corradinidi e Corrado il Giovane divenne il duca indiscusso di tutta la Franconia.
Alla morte prematura di re Ludovico nel 911, i principi di Sassonia, di Svevia e di Baviera elessero Corrado il Giovane re dei Franchi Orientali. Sotto il dominio di suo fratello, Eberardo del 913 apparve come conte nella Franconia di Hessengau e Persgau, nel 913 e 928 anche come conte nell'Alta Lahngau. Sostenne suo fratello contro i duchi rivali Arnolfo di Baviera e Enrico di Sassonia (Enrico l'Uccellatore). Nel 914 assunse la carica di margravio francone; tuttavia, incapace di affermarsi, dovette assistere alla conquista di Enrico, figlio del defunto duca Burcardo, delle terre della Turingia.
Nel suo letto di morte a Forchheim, nel dicembre del 918, il re Corrado riunì i principi tedeschi per organizzare la sua successione. Secondo il cronista medievale Vitichindo di Corvey, persuase Eberardo a rinunciare a qualsiasi ambizione per la corona tedesca e a sollecitare i principi dell'Impero a scegliere il suo ex rivale, il duca della dinastia dei Liudolfingi Enrico l'Uccellatore, come suo successore. Eberardo fu incaricato di consegnare personalmente le insegne reali a Enrico presso la Dieta Imperiale, che si tenne nel maggio 919 a Fritzlar. Corrado considerò questo come l'unico modo per porre fine alla lunga faida tra sassoni e franchi e prevenire la dissoluzione del regno nei più piccoli ducati originari tedeschi.
Secondo invece le Cronache di San Gallo, Eberardo aspirava aspirava al regno, ma il fratello si rese conto che egli non aveva il sostegno del popolo e nessuna abilità di governo, convincendolo quindi a consegnare la corona e lo scettro ad Enrico. Eberardo quindi si recò da Enrico in segreto e, una volta giunto ed essere rimasto solo con il duca di Sassonia e dopo aver chiuso le porte e rimosso il mantello, si prostrò ad Enrico, stupito per il gesto, facendo atto di sottomissione e consegnando le insegne regali.
Eberardo succedette a suo fratello come duca di Franconia e rimase fedele sostenitore del nuovo re Enrico I. Dopo che Enrico ebbe riconquistato il tormentato e irrequieto ducato di Lotaringia, nel 926 gli conferì anche l'ufficio di reggente. Eberardo stabilizzò rapidamente le terre della Lotaringia e le governò fino a quando nel 928 il re Enrico non diede l'incarico a suo genero Gilberto, il marito di sua figlia Gerberga.

### La prima ribellione
Dopo la morte di Enrico, tuttavia, Eberardo entrò presto in conflitto con il figlio e successore del re, Ottone I, che mirava a rafforzare l'autorità reale. Nel 937 il duca della Franconia assediò il castello di Helmern vicino a Peckelsheim, situato vicino al confine sassone e presidiato da un burgravio sassone che rifiutò di giurare fedeltà a chiunque non fosse sassone. Il re Ottone convocò le parti in conflitto ad una corte reale di Magdeburgo, dove a Eberardo fu comminata una multa mentre i suoi luogotenenti furono condannati a portare in pubblico cani morti, una punizione particolarmente disonorevole. Infuriato, Eberardo si unì agli avversari di Ottone, provocando una ribellione nel 938 con Wichmann I il Vecchio, Tankmaro, il fratellastro di Ottone e il nuovo duca Eberardo di Baviera, il figlio del defunto duca Arnolfo. La rivolta fu presto repressa; Tankmaro fu ucciso nella chiesa della città di Eresburg, e Eberardo di Baviera fu sostituito da suo zio Bertoldo come duca.

### La seconda ribellione e la morte
Dopo una breve riconciliazione con il re Ottone, Eberardo si alleò successivamente con il duca Gilberto di Lorena, l'arcivescovo Federico di Magonza e Enrico, il fratello minore di Ottone, per scatenare una nuova rivolta. Essi costituirono una seria minaccia al dominio di Ottone; tuttavia, il 2 ottobre 939, i ribelli furono infine sconfitti nella battaglia di Andernach. Eberardo di Franconia fu ucciso in battaglia, presumibilmente dal suo parente corradinide, il conte Odo di Wetterau. Con la sua morte il suo ducato fu sequestrato e rimase un possedimento imperiale diretto fino alla sua dissoluzione nel 1039.

## Discendenza
Sposò Oda di Sassonia, appartenente alla stirpe Liudolfingia, la quale era al suo terzo matrimonio, figlia di Ottone l'Illustre e di Edvige di Babenberg. Essi ebbero almeno una figlia:
- Ingeltrude, che sposò il conte Roberto di Digione.

Eberardo ebbe almeno un figlio, Corrado attestato come conte di Lobdengau dal 953 al 965 come successore del cugino Corrado Kurzbold. Corrado di Lobdegau fu padre di Megingaudo, conte di Maingau dal 965 al 987 e conte di Lobdengau dal 987 al 1002.